# 솔로몬 제도의 국장

솔로몬 제도의 국장

솔로몬 제도의 국장은 1978년 7월 7일에 제정되었다. 국장 가운데에는 두 개의 작은 공간으로 나뉜 방패가 그려져 있으며 방패 하단에는 노란색 바탕에 초록색 성 안드레아의 십자가 그려져 있다.
십자 안에는 엇갈린 채로 놓인 두 개의 창, 활, 화살이 장식되어 있으며 십자 양쪽에는 두 마리의 거북이 그려져 있다. 활과 화살은 중부 지역을, 거북은 서부 지역을 의미한다.
방패 상단에는 파란색 바탕에 독수리가 그려져 있으며 독수리 양쪽에는 날고 있는 두 마리의 군함조가 그려져 있다. 군함조는 동부 지역을, 독수리는 말레이타 섬을 의미한다.
방패 왼쪽에는 악어가 그려져 있으며 방패 오른쪽에는 상어가 그려져 있다. 방패 위쪽에는 투구가 그려져 있으며 투구 위에는 솔로몬 제도의 전통적인 선박과 태양이 그려져 있다.
방패 아래쪽에는 갈색 군함조가 그려져 있으며 군함조 아래에 있는 리본에는 솔로몬 제도의 나라 표어인 "이끌어 주는 것은 봉사하는 것이다"("To Lead is To Serve")가 영어로 쓰여 있다.